# Bachchor Mannheim
Der Bachchor Mannheim ist ein Oratorienchor in Mannheim und Kirchenchor an der Christuskirche. Der Chor singt ein umfangreiches Repertoire an Oratorien und Kantaten. Dabei bilden die Werke seines Namensgebers Johann Sebastian Bach einen Schwerpunkt. Der Chor hat sich aber auch mit Aufführungen zeitgenössischer Werke profiliert, darunter auch Uraufführungen des Osteroratoriums von Oskar Gottlieb Blarr und des Oratoriums Jona von Samuel Adler.

## Geschichte
Der Bachchor Mannheim wurde 1914 vom damaligen Kantor und Organisten an der Christuskirche Arno Landmann gegründet. Seit 1999 steht der Chor unter Leitung von Kirchenmusikdirektor Johannes Matthias Michel.
Mehrmals im Jahr bringt der Chor in Konzerten große Werke der Chorliteratur zur Aufführung. Regelmäßig gestaltet er die Gottesdienste an der Christuskirche, insbesondere an den Hochfesten des Kirchenjahres.

## Chorleiter
- Arno Landmann
- Oskar Deffner
- Heinz Markus Göttsche
- Hermann Schäffer
- Johannes Matthias Michel
- Stephan Kroll